# Pierre Campmartin
Pierre Campmartin, né le 14 mai 1733 à Montrejeau (Haute-Garonne) et mort le 10 septembre 1811 à Saint-Girons (Ariège), est un homme politique français.

## Biographie
Apothicaire à Saint-Girons, il est maire de la ville au début de la Révolution. Il est député de l'Ariège à la Convention. Il vote la mort de Louis XVI. Le 22 vendémiaire an IV, il entre au Conseil des Anciens, dont il sort en l'an VI.